# Маляка, Дмитрий Сергеевич
Дми́трий Серге́евич Маля́ка (15 января 1990, Омск, СССР) — российский футболист, полузащитник.

## Биография
Сын футболиста Сергея Маляки.
С 2007 по 2010 год играл за молодёжный состав московского «Спартака» в молодёжном и любительском первенствах (в сумме — 70 игр, 11 забитых мячей). Перед началом сезона 2011/12 на правах свободного агента перешёл в новочеркасский «МИТОС» и сразу был арендован «Ростовом». Дебютировал в чемпионате России 10 апреля 2011 года в игре против нижегородский «Волги», выйдя на замену вместо Тимофея Калачёва на 68-й минуте. Всего в 2011 году провёл за ростовский клуб 4 матча в Премьер-лиге, в которых отметился одной результативной передачей.
20 февраля 2012 года стало известно, что Маляка перешёл в «Томь». В июне 2012 года подписал трехлетнее соглашение с «Ростовом».
В 2019 году выступал на Кубке Европы ConIFA в составе сборной НКР (Арцаха).

## Статистика
| Клуб             | Сезон            | Лига | Лига | Кубки | Кубки | Еврокубки | Еврокубки | Прочее | Прочее | Итого | Итого |
| Клуб             | Сезон            | Игры | Голы | Игры  | Голы  | Игры      | Голы      | Игры   | Голы   | Игры  | Голы  |
| ---------------- | ---------------- | ---- | ---- | ----- | ----- | --------- | --------- | ------ | ------ | ----- | ----- |
| Ростов           | 2011/12          | 4    | 0    | 0     | 0     | 0         | 0         | 0      | 0      | 4     | 0     |
| Ростов           | Итого            | 4    | 0    | 0     | 0     | 0         | 0         | 0      | 0      | 4     | 0     |
| Томь             | 2011/12          | 4    | 0    | 0     | 0     | 0         | 0         | 0      | 0      | 4     | 0     |
| Томь             | Итого            | 4    | 0    | 0     | 0     | 0         | 0         | 0      | 0      | 4     | 0     |
| Ростов           | 2012/13          | 2    | 0    | 1     | 0     | 0         | 0         | 0      | 0      | 3     | 0     |
| Ростов           | Итого            | 2    | 0    | 1     | 0     | 0         | 0         | 0      | 0      | 3     | 0     |
| Всего за карьеру | Всего за карьеру | 10   | 0    | 1     | 0     | 0         | 0         | 0      | 0      | 11    | 0     |